# Paliurus
Paliurus es un género de plantas de la familia Rhamnaceae. Es nativo de regiones secas de Eurasia y norte de África desde Marruecos y España hasta el este en Japón y Taiwán.

## Descripción
Son arbustos o pequeños árboles de 3 a 15 m de altura. Los tallos crecen en zig-zag, con una hoja y dos estípulas espinosas en el exterior de cada codo. Las hojas son caducas o perennifolias, ovales, de 2 a 10 cm de longitud y de 1 a 7 cm de ancho, de un verde brillante, con tres nervaduras visibles en la base, y un borde dentado o liso. El fruto es una nuez leñosa con un centro de un ala circular de 1 a 3,5 cm de diámetro. 

## Ecología
Las especies de Paliurus son utilizadas como plantas alimenticias por las larvas de algunas especies de lepidópteros, como Bucculatrix como las especies B. albella, B. turatii (se alimentan exclusivamente de P. spina-christi) y B. paliuricola (se alimenta exclusivamente de Paliurus spp.).

## Taxonomía
El género fue descrito por Philip Miller y publicado en The Gardeners Dictionary...Abridged...fourth edition vol. 3, en 1754.

#### Etimología
Paliurus: nombre antiguo dado a varios arbustos espinosos (como Ilex aquifolium, Paliurus spina-christi o Ziziphus spina-christi), proveniente del vocablo griego παλίουνος (palíouros); "afilado, espinoso", que a su vez se origina de πορόρια (porória); "corrupción", en referencia a las espinas afiladas de las especies del género.

#### Especies
Comprende 5 especies aceptadas:
- Paliurus hemsleyanus Rehder ex Schir. y Olabi, 1931
- Paliurus hirsutus Hemsl., 1894
- Paliurus orientalis (Franch.) Hemsl., 1894
- Paliurus ramosissimus (Lour.) Poir., 1816
- Paliurus spina-christi Mill., 1768